# 선산여자고등학교
선산여자고등학교는 경상북도 구미시 선산읍에 있었던 공립 고등학교이다.

## 학교 연혁[1]
- 1975년 11월 14일 : 개교
- 1980년 3월 1일 : 선산여자종합고등학교로 변경
- 2010년 3월 1일 : 원래의 교명으로 환원
- 2014년 3월 1일 : 선산고등학교와 통폐합으로 인해 39년만에 폐교